# الرحبي (الرقة)
الرحبي قرية سورية تتبع ناحية السبخة في منطقة مركز الرقة في محافظة الرقة. بلغ عدد سكانها 4831 نسمة في عام 2004 حسب إحصاء المكتب المركزي للإحصاء.
وتعتبر منطقة زراعية تعتمد في المقام الأول على الزراعة وتربية الماشية وتعتمد في المقام الثاني على الواردات من أبنائها المغتربين.